# Louis Bertrand Castel
Pour les articles homonymes, voir Castel et Bertrand.
Le père Louis Bertrand Castel est un savant jésuite, mathématicien, physicien et journaliste, né à Montpellier le 11 novembre 1688 et mort à Paris le 11 janvier 1757.

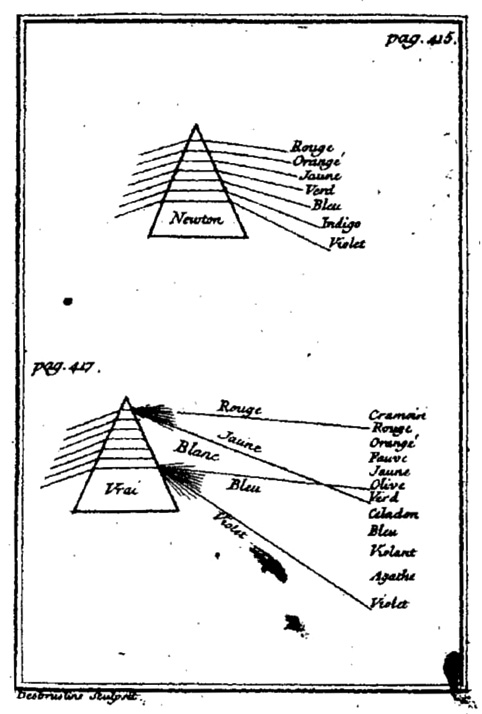
C'est ainsi qu'en 1740 Castel comparait le spectre des couleurs de Newton et son explication de l'interaction de la lumière et de l'obscurité.

## Biographie

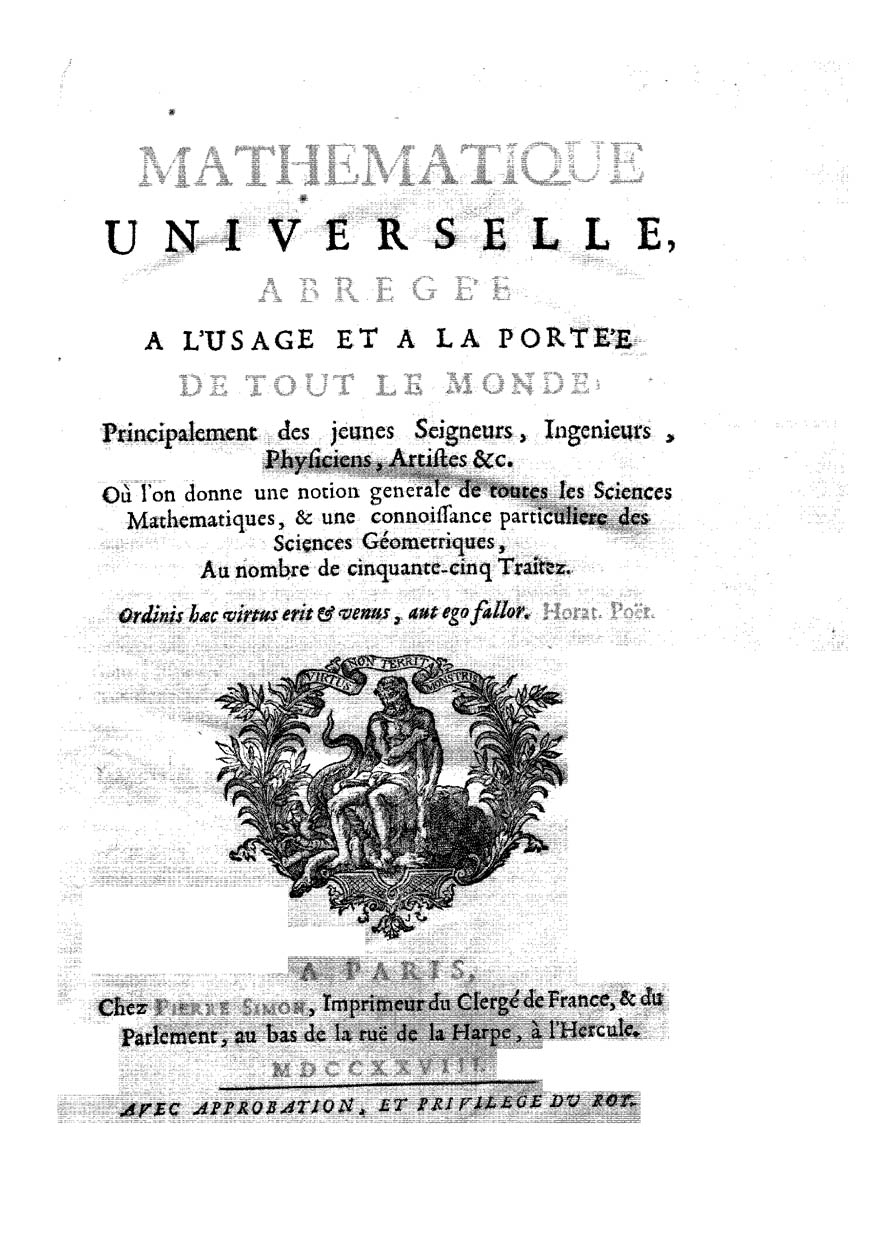
Mathématique universelle abregée à l'usage et à la portée de tout le monde, 1728

Il vint à Paris vers 1720, et se fit connaître par ses vues originales.
Il publia en 1724 un Traité de la pesanteur universelle, où il expliquait tous les phénomènes de l'Univers par deux principes : la gravité des corps, qui faisait tout tendre au repos, et l'activité des esprits, qui créait incessamment le mouvement. Il sera un des principaux opposants en France à la théorie de la gravitation de Newton.
En novembre 1728, il publie un ouvrage sur une idée d'association entre la couleur et le son, Clavecin pour les yeux, avec l'art de peindre les sons, et toutes sortes de Pièces de Musique C'est à partir des théories d'Athanasius Kircher sur la lumière et de celles de Jean-Philippe Rameau sur les proportions harmoniques qu'il imagine un clavecin oculaire, capable de retranscrire les sons et les couleurs pour rapprocher peinture et musique.
Il publia en 1740 L'Optique des couleurs. Il s'occupa toute sa vie de construire un clavecin oculaire, dont il avait donné la description en 1735, et au moyen duquel il prétendait affecter l'œil par la succession des couleurs, comme le clavecin affecte l'oreille par la succession des sons; mais, après avoir fait de grandes dépenses, ne put y réussir.